# Ebusco
Ebusco est un fabricant néerlandais de bus électriques et d'infrastructures de recharge correspondantes.

## Historique
Ebusco a été fondée en 2012 à Helmond par Peter Bijvelds. 

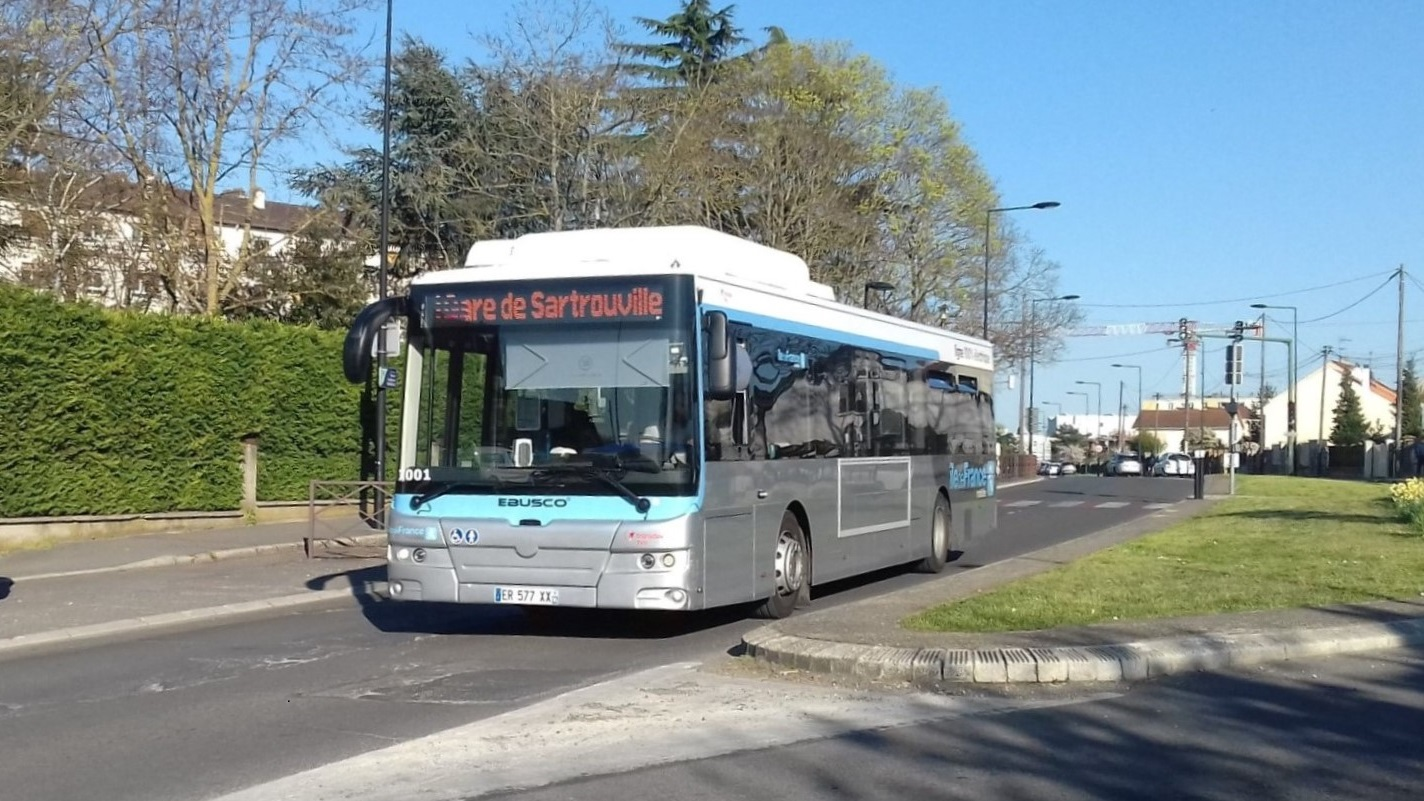
Un Ebusco 2.1 exploité par Transdev TVO en livrée Île-de-France Mobilités.

C'est en 2017 que le fabricant décroche son premier contrat en France avec la société Transdev TVO. Quatre Ebusco 2.1, les premiers de la marque immatriculés en France, sont livrés à Argenteuil pour une mise en service en 2019. Ils seront réformés dans le courant de l'année 2021. 
À Helmond, la capacité de l'atelier était limitée à deux véhicules et les bureaux étaient situés dans deux quartiers différents à environ 3 kilomètres de distance. C'est pour cela que l'entreprise a déménagé à Deurne en septembre 2018, où elle a acquis un hall de production de plus de 7 000 m2 qui produira en partie l'Ebusco 2.2 lancé la même année, et des bureaux plus importants. 
En novembre 2020, Ebusco créé sa filiale française Ebusco France, et en août 2021, il annonce être référencé comme fournisseur de bus électriques par Transdev pour l'Allemagne, les Pays-Bas et la France.
En octobre 2021, un nouveau site de production à Deurne a été inauguré, il est dimensionné pour l'assemblage de 500 bus par an. Cet atelier va produire l'Ebusco 3.0, les Ebusco 2.1 et 2.2 étant majoritairement assemblés en Chine.
Depuis le 22 octobre 2021, Ebusco est cotée sur l'Euronext d'Amsterdam. L'actionnaire principal est le fondateur Bijvelds, il détient 35,4 % des actions et le groupe ING est le numéro deux avec une participation de 21 %. 
En juillet 2022, Ebusco France annonce qu'il a l'intention d'implanter son premier site de production à Cléon, dans la Métropole Rouen Normandie, sur le site de l'Usine Renault. Le fabricant prévoit la location de 21 000 m2 opérationnels début 2024 et un effectif de 350 personnes pour une production de 500 bus par an à destination de la France, notamment la Métropole Rouen Normandie, qui a commandé un total de 80 autobus entre février et novembre 2022 pour son réseau TEOR, mais également l'Europe du Sud. Le coût total du projet, initialement estimé à 10 millions d'euros, atteindra les 20 millions d'euros en juillet 2023.

## Modèles actuels

### Ebusco 2.2

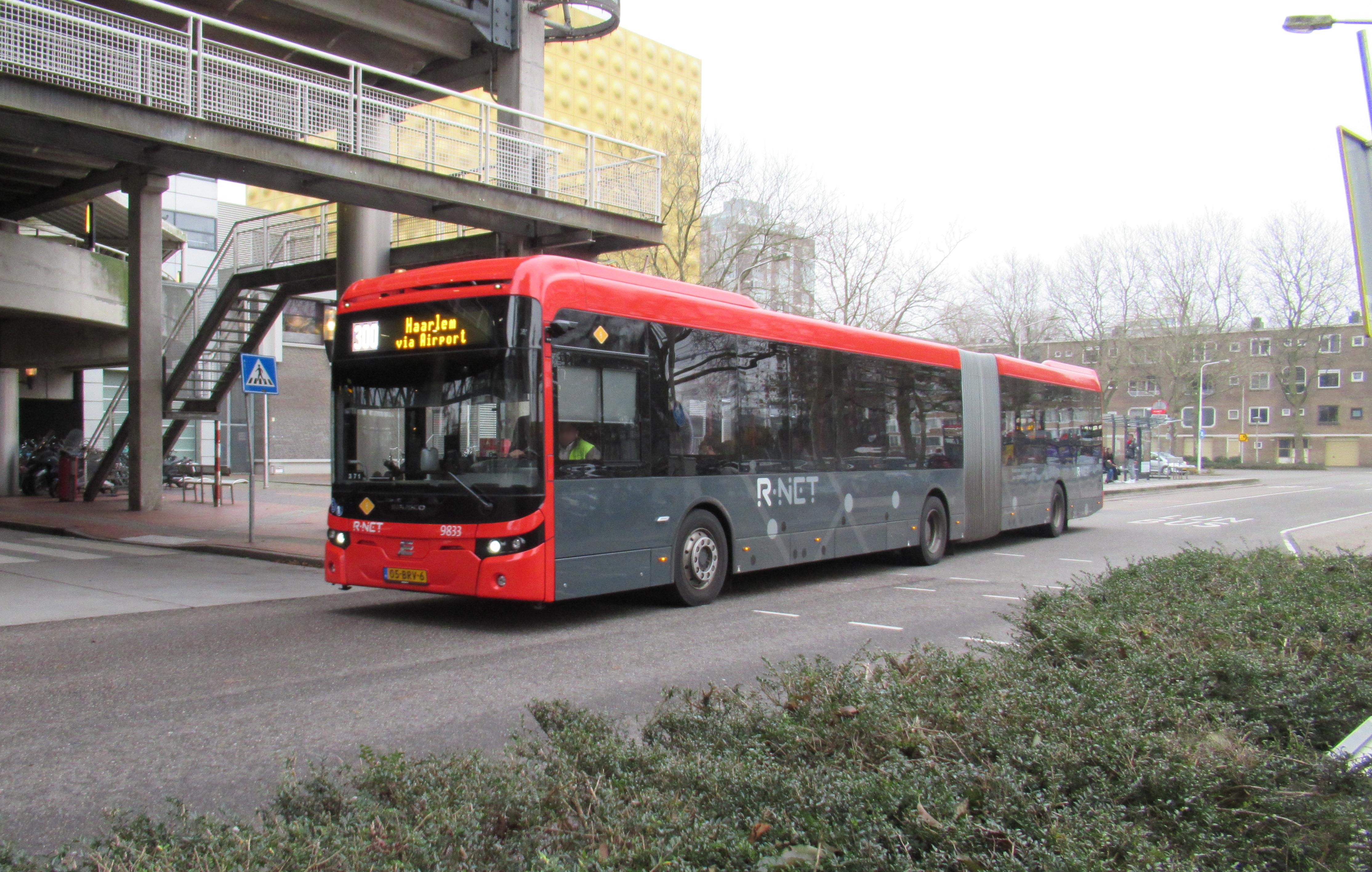
Un Ebusco 2.2 18M du réseau R-net aux Pays-Bas, identique à ceux qui circulent à Rouen depuis 2022.

L'Ebusco 2.2 est lancé en 2018. Il est disponible en quatre longueurs, 12M, 13M, 13.5M et 18M (articulé) et annonce une autonomie allant jusqu'à 550 kilomètres. Les versions 13M et 13.5M sont dédiés aux relations interurbaines et régionales et disposent d'un plancher haut (autocar), tandis que le 18M est conçu uniquement pour les milieux urbains, en témoigne son plancher bas (autobus). Seul le 12M propose les deux configurations. Le 2.2 est majoritairement assemblé en Chine.
Le 8 février 2022, la Métropole Rouen Normandie commande quatre Ebusco 2.2 18M qui seront livrés à la fin de l'année.

### Ebusco 3.0

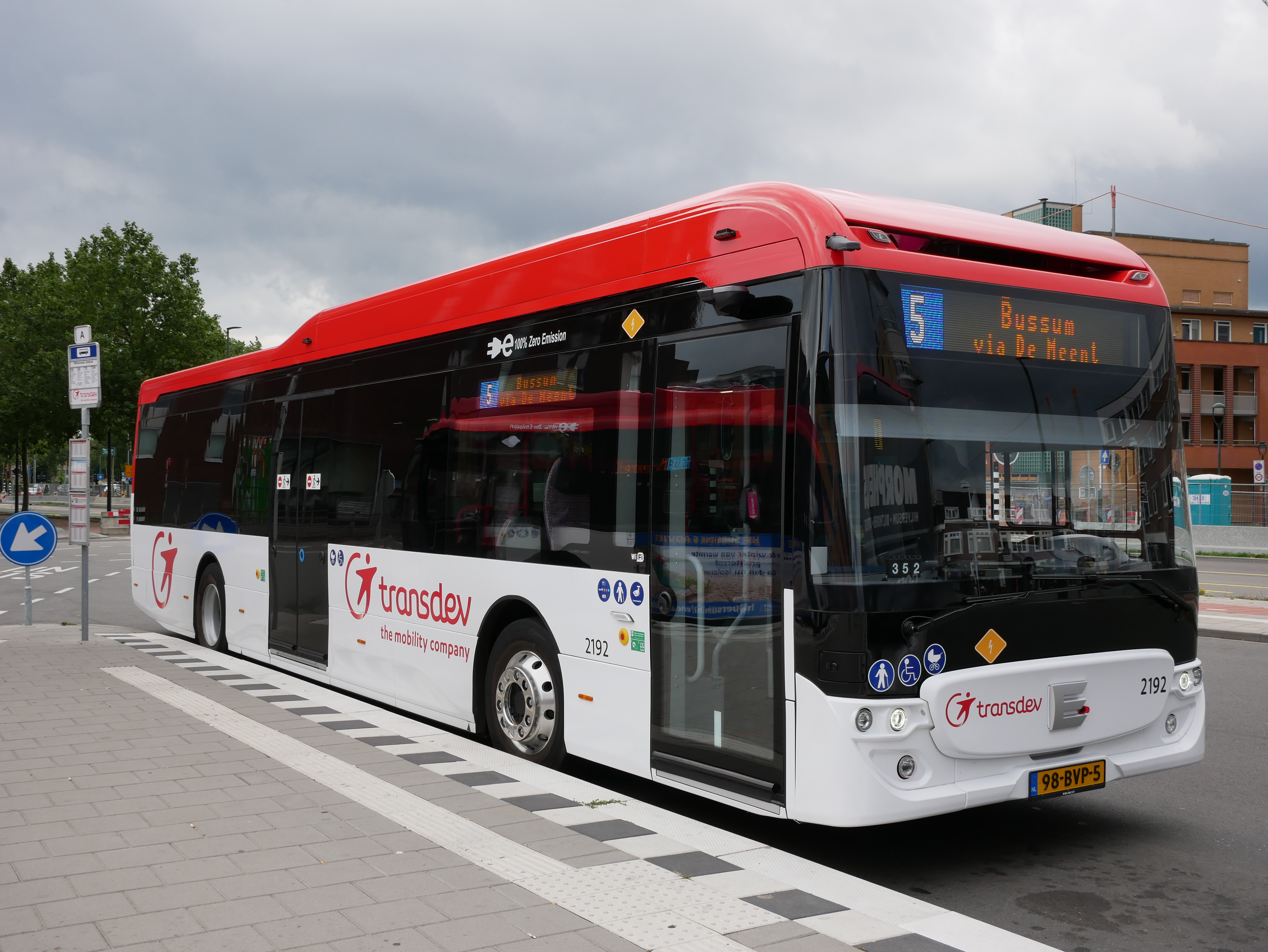
Un Ebusco 3.0 12M Transdev à Hilversum.

L'Ebusco 3.0 est dévoilé en octobre 2019. Il est plus léger de 33% par rapport au 2.2 grâce à son châssis en inox, et le constructeur revendique une autonomie allant jusqu'à 700 kilomètres grâce à de nouvelles batteries de 423 kWh. Il existe en deux longueurs, 12M et 18M (articulé). La version 12M, comme le 2.2, est disponible en autobus et autocar. Il s'agit du premier modèle de la marque intégralement fabriqué aux Pays-Bas sur le nouveau site de Deurne inauguré en 2018, puis en France à partir de 2024 sur le site de Cléon. Le 3.0 est conçu pour une durée de vie d'environ 25 ans.
En France, un premier exemplaire est testé en novembre 2020 en Île-de-France. Il sera doté de la livrée Île-de-France Mobilités mais n'aura pas d'immatriculation française, n'étant qu'un véhicule de démonstration. En février 2021, un test identique sera réalisé à Limoges.
Début décembre 2021, la société a annoncé que son modèle Ebusco 3.0 a obtenu un certificat d'homologation européenne. Le bus peut donc être immatriculé dans tous les États membres de l'Union européenne. Les premiers exemplaires ont été livrés à Munich.
À la suite de la commande des quatre Ebusco 2.2 18M en février 2022 par la Métropole Rouen Normandie, le contrat comprend une commande supplémentaire de 76 Ebusco 3.0 18M, portant le total à 80 autobus. Ils seront produits dans l'atelier Ebusco France Manufacturing à Cléon, pour une livraison par lots étalée entre 2023 et 2026.
Le 31 mars 2022, l'Ebusco 3.0 remporte le Red Dot Design Award dans la catégorie Design de produit.